# Мартиниан Белозерский
Мартиниан Белозерский (в миру Михаил Стомонахов; около 1400—1483) — преподобный Русской православной церкви. Ученик преподобного Кирилла Белозерского. Основатель Вожеозерского Спасского монастыря, игумен Ферапонтова и Троице-Сергиева монастырей. Память его празднуется в день преставления святого 12 (25) января, в день обретения мощей 7 (20) октября, а также в Соборе Вологодских святых в третью неделю по Пятидесятнице.

## Ранние годы и монастырская жизнь
Согласно житию преподобного, родился он в Белозерском крае, в деревне Сяма близ Кирилло-Белозерского монастыря в крестьянской семье Стомонаховых и при рождении был наречён Михаилом. Примерно десяти лет от роду мальчик был приведён родственниками в Кирилло-Белозерский монастырь к преподобному Кириллу Белозерскому. Отрок сам упросил святого принять его в свою обитель.
Обучением отрока, по благословению преподобного Кирилла, занимался живший неподалёку от монастыря мирской дьяк Олеш (Алексей) Павлов. Впоследствии одним из послушаний Мартиниана стало списание книг. Коснулось его и монастырское послушание в хлебне и поварне. Все свои послушания будущий преподобный нёс со старанием и смирением. Житие отмечает раннее прилежание святого к строгой аскетической жизни: «И воспринимал он пост словно некое наслаждение, а наготу — словно прекрасное одеяние, и таким образом томил свою плоть воздержанием, по словам апостола, „плоть изнуряя, душу же просвещая“».
Способный и образованный юноша, исполненный монашеских добродетелей, ещё в юных годах был пострижен Кириллом Белозерским, а по возмужанию был сделан сначала клириком соборной церкви, а затем хиротонисан в иеромонаха.
Вскоре после преставления своего учителя (в 1427 году), Мартиниан в стремлении к безмолвию ушёл за сто вёрст от монастыря и поселился на острове на озере Воже.

## «Мартемьянов» монастырь

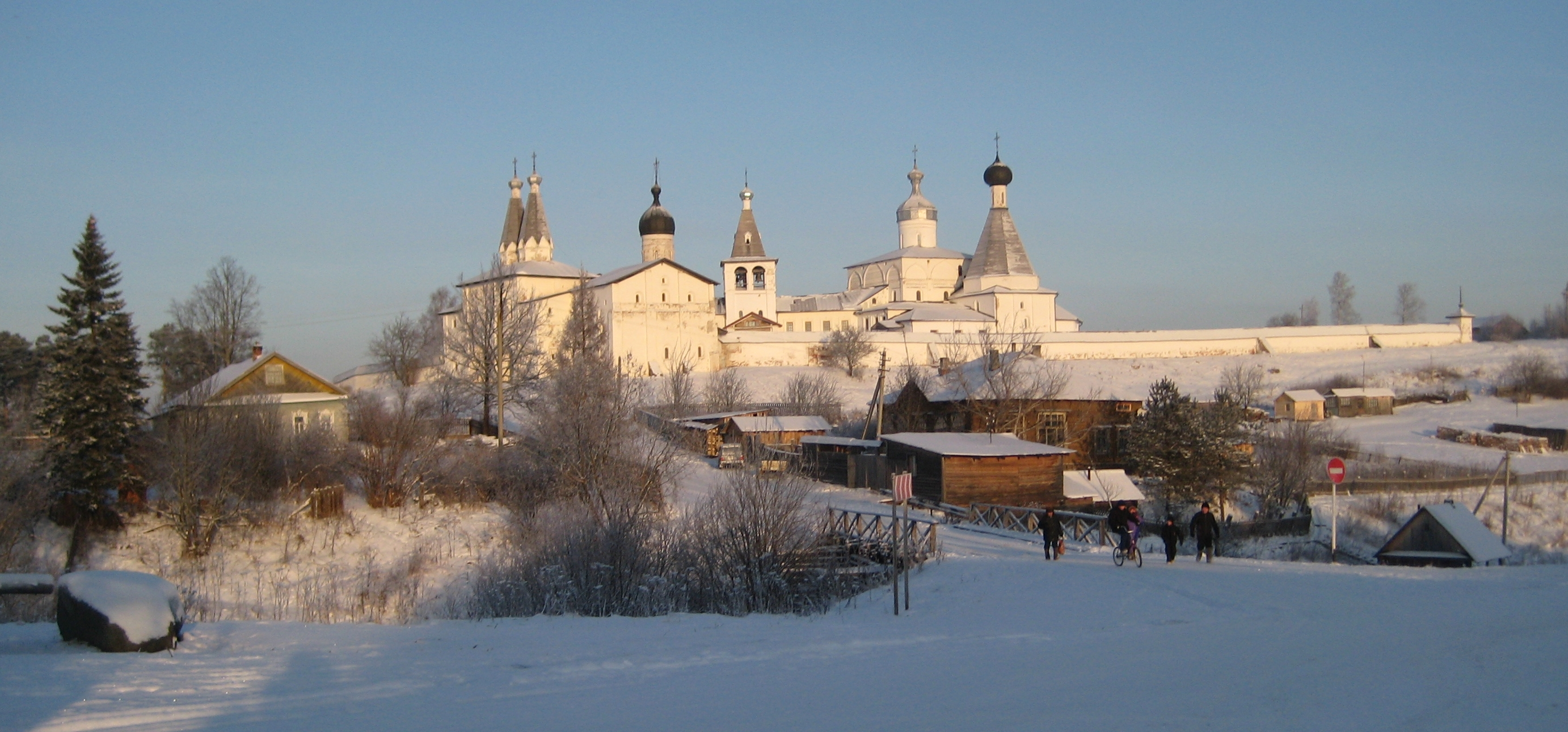
Ферапонтов монастырь, носивший название «Мартемьяновского»

Отшельничество Мартиниана на Вожеозере длилось недолго. Как это обычно бывает, узнав о подвигах кирилловского иеромонаха, к нему вскоре пришли другие иноки из Кирилловой братии и уговорили святого принять их. Вскоре была поставлена церковь, которую освятили во имя Преображения Господня. Так возник новый монастырь, получивший впоследствии название Вожеозерского Спасо-Преображенского.
Однако вскоре святой покинул основанный им монастырь, чтобы стать игуменом Ферапонтова монастыря. Ранее основатель монастыря преподобный Ферапонт Белозерский по настоянию можайского князя Андрея Дмитриевича покинул основанную им обитель, чтобы основать близ Можайска Лужецкий Рождества Богородицы монастырь. Очевидно, в Ферапонтовом монастыре не нашлось подготовленного инока, который продолжил бы дело прежнего настоятеля, поэтому братия упросила преподобного Мартиниана стать их игуменом. Мартиниан Белозерский ввёл в монастыре устав преподобного Кирилла, а также, прилагая усилия для благоустройства монастыря, вскоре привёл его в процветающее состояние. Поэтому именно Ферапонтов монастырь со времени игуменства там Мартиниана долгое время носил название «Мартемьяновского».

## Преподобный Мартиниан и Василий II
Знакомство преподобного с великим князем Василием Тёмным произошло в 1447 году, когда тот, поддержанный большинством боярства, церковными иерархами и игуменами важнейших монастырей с новонабранным войском проходил через белозерские пределы. Великий князь посетил Кирилло-Белозерский и Ферапонтов монастыри. Встреча с Мартинианом, по всей видимости, произвела на него особое впечатление. Житие рассказывает, что великий князь, получив благословение у святого и выслушав наставления, пообещал приблизить его к себе. Действительно, вскоре преподобный был поставлен игуменом Троице-Сергиева монастыря. В декабре 1447 года Мартиниан Белозерский подписал послание иерархов Русской церкви Дмитрию Шемяке, уже как игумен Троице-Сергиева монастыря. Житие сообщает, что преподобный Мартиниан стал духовником великого князя.
Примечателен случай, который показывает, насколько велик был авторитет святого у великого князя. Некий великокняжеский боярин, не названный в источниках по имени, «отъехал» от Василия на службу к тверскому князю. Желая вернуть боярина, князь просил Мартиниана о посредничестве, обещая боярину прощение. Святой выполнил просьбу князя, но по возвращении боярин был брошен в темницу. Узнав от родственников опального боярина о клятвопреступлении великого князя, Мартиниан срочно прибыл в Москву и со всей решительностью, пренебрегая принятым дворцовым этикетом, обличил Василия: «Зачем боярина того, мною призванного, моею душою, повелел оковать и слово своё преступил? Да не будет мое, грешного, благословение на тебе и на твоем великом княжении!» После этого святой столь же стремительно отбыл назад, в обитель Пресвятой Троицы. Князь, как это не удивительно, раскаялся в своём поступке, прибыл в Троице-Сергиев монастырь и просил прощения, а боярин был освобождён и восстановлен в своих правах.
В 1455 году преподобный оставил игуменство в Троице-Сергиевом монастыре и вернулся в Ферапонтов. Агиограф святого мотивирует его уход стремлением вернуться к безмолвию, которое было недостижимо для игумена большого, расположенного вблизи столицы монастыря. По другой версии, высказанной Николаем Борисовым, причиной удаления преподобного из Троице-Сергиева монастыря было его отрицательное отношение к убийству Дмитрия Шемяки, совершённого по указу великого князя (в 1453 году). Как и в деле с опальным боярином, преподобный был принципиален, чем и вызвал немилость Василия II. По меньшей мере, после 3 июля 1453 года в великокняжеских жалованных грамотах троицкий игумен перестаёт упоминаться по имени, что свидетельствует об охлаждении к нему Василия, более того, раздражении. Дата совпадает со временем, когда в Москве узнали об убиении Дмитрия. Преемником Мартиниана на игуменстве стал постриженик Пафнутиево-Боровского монастыря Вассиан (Рыло). Он же стал и духовником великого князя.

## Последние годы жизни и преставление преподобного
Однако и в Ферапонтовом монастыре ему не удалось в полной мере предаться безмолвию: братия упросила его занять должность монастырского строителя и продолжить попечение об устройстве обители.
В 60-х годах Пахомий Логофет именно со слов Мартиниана написал житие Кирилла Белозерского.
В последние годы жизни преподобный болел, но не оставлял ни келейного правила, ни общей церковной службы. Когда он уже не мог ходить, братия монастыря носила его на руках в храм, чтобы святой мог принять участие в монастырском богослужении.
Преставился преподобный Мартиниан Белозерский 12/25 января 1483 года.
Много выдающихся людей было среди учеников преподобного Мартиниана: одни заняли епископские кафедры, другие — места настоятелей в монастырях, руководителей иноческих братств, третьи просияли святостью жизни и прозорливостью.

## Прославление и почитание
Нетленные мощи преподобного Мартиниана были обретены 7/20 октября 1513 года при погребении постриженника Ферапонтова монастыря и его ученика архиепископа Ростовского Иоасафа. К лику святых преподобный Мартиниан был причислен Макарьевским собором в 1547 году. В это же время было написано известное житие преподобного.
В 1641 году над могилой святого был возведён храм во имя преподобного Мартиниана.
19-20 октября 2013 года в Вологодской епархии праздновалось 500-летие обретения мощей преподобного Мартиниана Белоезерского. Богослужение проходило в храме преподобного Мартиниана Феропонтова монастыря. Богослужение возглавил правивший в то время архиепископ Вологодский и Великоустюжский Максимилиан (Лазаренко). Несмотря на сильный и холодный ветер, состоялся многолюдный крестный ход. К празднованию были приурочены двенадцатые Ферапонтовские чтения.

## Ученики Мартиниана Белозерского
- Галактион Белозерский — блаженный
- Иоасаф (Оболенский) — архиепископ Ростовский